# 坎帕尼奥拉克雷马斯卡
坎帕尼奥拉克雷马斯卡（義大利語：Campagnola Cremasca），是意大利克雷莫纳省的一个市镇。总面积4平方公里，人口692人，人口密度173.0人/平方公里（2009年）。国家统计（ISTAT）代码为019011。